# Innere Abwertung
Eine innere Abwertung findet statt, wenn in einem Staat die Preise und Löhne relativ zu dem Preisniveau anderer Länder sinken, ohne dass eine Abwertung des nominalen Wechselkurses der Währung erfolgt.

## Theorie

### Ausgangspunkt

Staaten mit Währungen, die an den Euro oder den US-Dollar gebunden sind:
Vereinigte Staaten von Amerika
Andere Länder mit US-Dollar als gesetzlichem Zahlungsmittel
Währungen mit fester Wechselkursbindung zum US-Dollar
Währungen mit enger Wechselkursbandbreite zum US-Dollar
Mitglieder der Europäischen Währungsunion mit Euro
Andere Länder mit Euro als gesetzlichem Zahlungsmittel
Währungen mit fester Wechselkursbindung zum Euro
Währungen mit enger Wechselkursbandbreite zum Euro

Wenn ein Land mit einem externen Schock, mit chronischen Handelsbilanzdefiziten, oder mit der nominellen Überbewertung der eigenen Währung konfrontiert ist, wird es im Regelfall versuchen, durch Währungsabwertung die internationale Wettbewerbsfähigkeit zu verbessern. Dann werden nämlich Importe teurer und Exporte billiger. Handelsbilanzdefizite verringern sich. Mittelfristig entsteht ein positiver Beschäftigungseffekt. Die reale Verteuerung der Importe führt allerdings zu einem sinkenden Lebensstandard. Andererseits können steigende Exporte zusätzliches Einkommen bei privaten Haushalten bewirken. Ein Teil dieses zusätzlichen Einkommens wird erfahrungsgemäß wieder für den Kauf von Gütern oder für Dienstleistungen ausgeben, was neues Einkommen entstehen lässt (Exportmultiplikator). Ähnlich kann Importsubstitution zusätzliches Einkommen bewirken (auch mit Multiplikator).

### Mechanismen
Regierung und Zentralbank können eine Innere Abwertung (= Interne Abwertung) erzeugen, indem eine Restriktive Fiskalpolitik und durch Apelle und ggf. gesetzliche Maßnahmen (z. B. das Verbot von Geldwertsicherungsklauseln in Verträgen) eine Politik der Lohn- und Preiszurückhaltung verfolgt wird. Die Zentralbank unterstützt die innere Abwertung mittels Hochzinspolitik bzw. einem eingeschränkten Angebot (gegenüber den Kreditinstituten) an liquiden Mitteln (siehe auch Diskontpolitik).

### Abgrenzung zur Währungsabwertung
Eine Abwertung wird üblicherweise durch Währungsabwertung (z. B. durch Devisenmarktintervention) erfolgen. Bei unverändertem bzw. unveränderlichem Wechselkursverhältnis (bei festem Wechselkurs oder innerhalb einer Währungsunion) hat eine Innere Abwertung grundsätzlich denselben kompetitiven Effekt wie eine Währungsabwertung, die Produkte und Dienstleistungen eines Landes werden im internationalen Vergleich billiger als die anderer Länder, was die Wettbewerbsfähigkeit erhöht. Allerdings ist eine Innere Abwertung schwieriger durchzuführen als eine Abwertung der Währung, weil die Änderung sämtlicher Preise und Löhne i. d. R. zu Verteilungskämpfen führt. Laut Milton Friedman ist es viel einfacher den Wechselkurs zu ändern, als tausende von Verträgen mit denen Löhne und Preise vereinbart wurden. Nach keynesianischer Theorie ist es zudem schwieriger und kostenintensiver Preise nach unten anzupassen als Preise zu erhöhen. Nach einer in der makroökonomischen Theorie weit verbreiteten Ansicht ist es besonders schwierig Löhne nach unten anzupassen, so dass es hier zu Verzerrungen kommt (Lohnrigidität). Eine Innere Abwertung funktioniert dann am ehesten, wenn die Preise der Handelspartnerländer stark steigen. In diesem Fall müssen in dem betroffenen Land Preise und Löhne nicht gesenkt werden, sondern lediglich weniger stark steigen, um den Effekt der Inneren Abwertung zu erzielen. In Phasen einer weltweit niedrigen Inflation treten bei Innerer Abwertung deflationäre Effekte auf, aufgrund derer die Innere Abwertung nur sehr langsam und kostenintensiv umsetzbar ist. Der Prozess der Inneren Abwertung verursacht steigende Arbeitslosigkeit und eine Verringerung des Wirtschaftswachstums. Ob bzw. wann der Zuwachs an Wettbewerbsfähigkeit diese Kosten mittelfristig ausgleicht ist fraglich.
Eine Innere Abwertung wird vor allem erwogen, wenn eine Abwertung der Währung nicht ohne weiteres möglich ist:
- in einer Währungsunion kann nur die Gemeinschaftswährung abgewertet werden (problematisch z. B. in der Eurokrise)
- bei fixem Wechselkurs (z. B. Goldstandard, Bretton-Woods-System, Währungen mit Euro- oder Dollarbindung)
- wenn eine Währungsabwertung internationale Konflikte verursachen kann (historisch z. B. aufgrund des Young-Plans zur Sicherung der Reparationszahlungen des Deutschen Reiches)

### Nebeneffekt
Als Nebeneffekt einer Inneren Abwertung kommt es oft zu Preisverzerrungen, insbesondere weil der Nennwert von Schulden gleich bleibt, während Sachanlagen, Waren und Dienstleistungen billiger werden. Innere Abwertung führt also zu einer relativen Erhöhung der öffentlichen und privaten Schuldenlast sowohl hinsichtlich der Fremdwährungskredite, als auch hinsichtlich der Kredite in eigener Währung.

## Geschichte

### Deutsches Reich (1930–1932)
Aufgrund des Dawes-Plans (1924) war es dem Deutschen Reich von den Alliierten nicht erlaubt, die Reichsmark abzuwerten (Der Young-Plan enthob zwar teilweise, nicht aber hinsichtlich Mindestdeckung der Reichsmark). Reichskanzler Brüning versuchte die Wettbewerbsfähigkeit des Reiches durch Deflationspolitik zu verbessern. Als Folge fielen die Preise von 1929 bis 1933 um 23 %, die Löhne sanken um 30 %. Der Wert der Immobilien und Waren sank, während der Wert der Schulden konstant blieb. Selbst gesunde Firmen schienen dadurch überschuldet, konnten ihre Kredite großteils nicht mehr bedienen und gingen bankrott, Banken wurden zunehmend illiquid. Das Deutsche Reich geriet an den Rand eines Bürgerkriegs.

### Interne Abwertungen zwischen 1964 und 1990
Nach einer Untersuchung von Jay C. Shambaugh hat es zwischen 1964 und 1990 in verschiedenen entwickelten Ländern in 43 Fällen eine mehrjährige Phase Interner Abwertung gegeben. In dieser Zeit war weltweit eine relativ hohe Inflation festzustellen, so dass die Preise und Löhne in den betroffenen Ländern nicht sinken mussten (Deflation), sondern lediglich weniger stark stiegen als in anderen Ländern.

### Japan (um 2000)
Die Deflationspolitik von Ende der 1990er bis Anfang der 2000er war einer von verschiedenen Versuchen die Wirtschaftskrise in Japan zu überwinden.

### Deutschland (nach Euro-Einführung)
Nach Einführung des Euro erlebte Deutschland eine wirtschaftliche Schwächephase. Nach Ansicht einiger Ökonomen habe sich die Wettbewerbsfähigkeit dadurch verringert, dass Deutschland aufgrund politischer Fehler mit einem überhöhten Umtauschkurs (also auf zu hohem Preisniveau) in die Euro-Währungsunion eingetreten war. Erst durch langjährige Lohnzurückhaltung der Tarifparteien sei es wieder zu einer Verringerung des Preisniveaus und damit zu einer Verbesserung der Wettbewerbsfähigkeit gekommen. Hans-Werner Sinn fasst die Realabwertung wie folgt zusammen: „Wir sind billiger geworden und in gewisser Weise auch ärmer“.
Ob diese Phase als Innere Abwertung qualifiziert werden kann, ist aber umstritten. Befürwortet wird diese Qualifikation z. B. von Holger Wolf, demgegenüber hält z. B. Jay C. Shambaugh die Unterschiede zu der Preisentwicklung einiger anderer Länder der Euro-Zone für nicht signifikant genug.

### Litauen (2009–2010)
Litauen war mit der Situation konfrontiert, dass viele Handelspartner ihre Währungen abgewertet hatten. Litauen hatte seine Währung allerdings seit 2002 an den Wert des Euro gebunden, bei einer Aufgabe der Eurobindung drohte der Verlust von Wirtschaftshilfen der Europäischen Union. Zudem riet die Zentralbank von einer Währungsabwertung ab, da 89 % der privaten Kredite Fremdwährungskredite waren, deren realer Wert sich durch eine Währungsabwertung erhöht hätte. Man befürchtete eine Verschuldungskrise, welche die Wirtschaft schwer belasten würde. In Litauen erfolgte in dieser Zeit daher eine Innere Abwertung der Preise und Löhne um 7 %. Zur selben Zeit ging das Bruttoinlandsprodukt um 25 % zurück, die Arbeitslosenquote stieg auf 22 % (die Rezession war also vergleichbar mit der Situation der Vereinigten Staaten während der Great Depression). Im Mai 2015 hatte Litauen eine Arbeitslosenquote von 8,2 %.

### Irland
Als erstes Eurokrisenland erfuhr Irland von 2008 bis 2010 eine Innere Abwertung.
Eine Innere Abwertung wird zur Lösung der Wirtschafts- und Schuldenkrise der PIIGS-Staaten von verschiedenen Ökonomen empfohlen. Jay C. Shambaugh hält dem entgegen, dass die Preise in Griechenland seit 1999 30 % stärker gestiegen sind als in Deutschland (in Spanien 20 % stärker). Auch angesichts der geringen Inflation in Deutschland müssten diese Länder eine Dekade lang eine deflationäre Innere Abwertung durchführen. Die Beispielsfälle der Vergangenheit würden zu so einer Strategie nicht gerade ermutigen. Barry Eichengreen und Peter Temin verweisen auf die Lehre von John Maynard Keynes, dass Interne Abwertung für ein einzelnes Land funktionieren könne, aber als kollektive Strategie zum Selbstmord werde. Durch Innere Abwertung (ebenso wie durch Währungsabwertung) wird Wettbewerbsfähigkeit nur auf Kosten der Handelspartner erreicht (Beggar-thy-Neighbor-Politik). Seit der Eurokrise würden aber die meisten Euro-Staaten sowie Großbritannien eine Strategie der Inneren Abwertung verfolgen, was nicht funktionieren könne (Konkurrenzparadoxon) oder zumindest weniger gut. Die zum Beispiel erhobene Innere Abwertung Deutschlands von 2000 bis 2005 habe ja gerade zu der sinkenden Wettbewerbsfähigkeit der südlichen Euro-Staaten beigetragen. Während im April 2016 die Eurozone mit 19 Ländern eine Arbeitslosenquote von 10,2 % hatte, war sie in Irland auf 7,9 % gesunken..

### Lettland
Lettland verfolgte in den Jahren vor dem Euro-Beitritt zum 1. Januar 2014 erfolgreich eine Politik der inneren Abwertung.
Da die lettische Währung Lat fest an den Euro gekoppelt bleiben sollte, zielte man darauf, die Wettbewerbsfähigkeit des Landes mit Lohnkürzungen und reduzierten Arbeitskosten zu heben. Die Wirtschaftszeitung Aktiv bezeichnete Lettland als mögliches Vorbild für europäische Krisenländer. Das Land sei nach überbordendem Konsum in eine tiefe Wirtschaftskrise geschlittert, welcher die Regierung mit einer rigiden Austeritätspolitik mit „brutalem Kahlschlag“ (noch ohne Euro) begegnete. Dadurch sei Lettland zum „heimlichen Euro-Meister“ aufgestiegen. Dem widerspricht eine Analyse, die im Tages-Anzeiger erschienen ist. Demnach sei der Aufschwung Lettlands (nach einem Rückgang der Wirtschaftsleistung im Jahr 2009 von 17,7 %) auf das Nachlassen der Kreditbeschränkung und niedrige Zinsen zurückzuführen. Die Arbeitslosenquote sei durch eine große Abwanderung der Bevölkerung zurückgegangen. Die Sparmaßnahmen als Ursache könnten nicht als Erklärung dienen. Im April 2016 hatte Lettland eine Arbeitslosenquote von 9,6 %.

## Wirtschaftliche Aspekte
Robert Mundell untersuchte in einem Zwei-Länder-Modell die unterschiedlichen Auswirkungen asymmetrischer Schocks. Bei einer Währungsunion kann ein Schock nicht durch den Wechselkursmechanismus ausgeglichen werden, sondern nur durch innere Abwertung. Nach Mundells Beobachtung der Wirtschaftsgeschichte Kanadas und der Vereinigten Staaten kam es in diesen Währungsunionen nicht zu einer ausreichenden inneren Abwertung, makroökonomische Schocks wurden eher durch Wanderungsbewegungen von Arbeitnehmern und Kapital ausgeglichen. Er kam daher zu dem Ergebnis, dass ein Währungsraum dann optimal sei, wenn eine ausreichende Faktormobilität, d. h. ausreichende qualifikatorische, sektorale und vor allem räumliche Beweglichkeit der Arbeitnehmer und des Kapitals bestehen.